# Capitolare di Meerssen

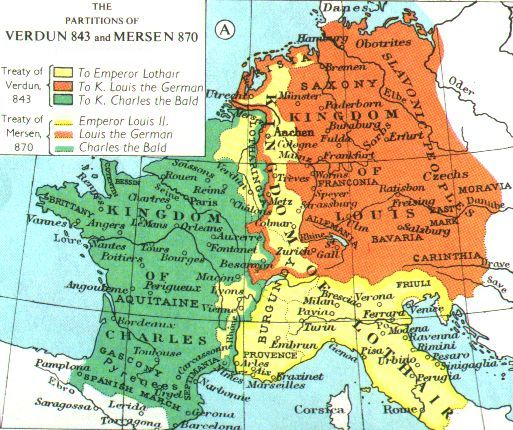
Il regno di Carlo il Calvo dopo il trattato di Meerssen (870)

Il Capitolare di Meerssen (o Mersen) è un testo normativo dell'847, con cui si invitavano gli uomini liberi a individuare un capo, scelto tra il re o tra i signori più potenti del territorio, per ottenere protezione. Prescriveva inoltre che tale rapporto non potesse essere risolto se non per una giusta causa.
Fu promulgato da Carlo il Calvo nell'847, a Meerssen, località ora sita nei Paesi Bassi. Nella stessa città si tennero successivamente altri tre incontri, nell'851, 870 e 878, il più celebre dei quali fu quello dell'870, che sancì la stipula del Trattato di Meerssen.

## Significato e conseguenze
La norma si poneva l'obiettivo di smilitarizzare i ceti più bassi, ma con essa andava affermandosi  il principio secondo cui i vassalli dovessero obbligatoriamente seguire il re solo contro nemici stranieri.
In questo modo il capitolare sanciva un passaggio di poteri dalla sfera regale a quella dei vassalli e l'avanzata di un sistema di rapporti di potere che costituiva la base per l'affermazione di una società di tipo feudale.